# ماسیس

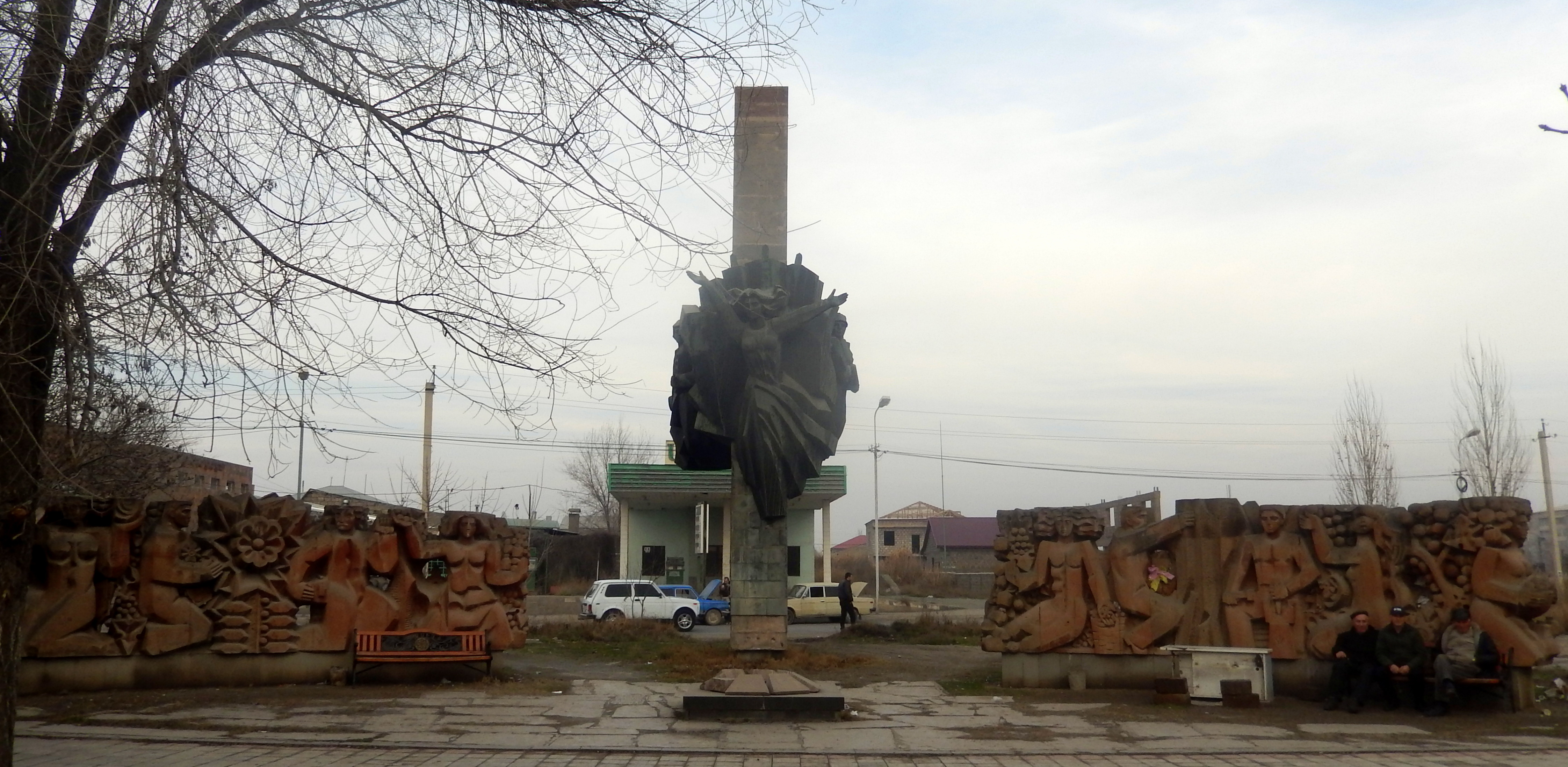
مجسمه یادبود اختصاص یافته به قربانیان جنگ جهانی دوم در مایس، بنا شده در ۱۹۸۳

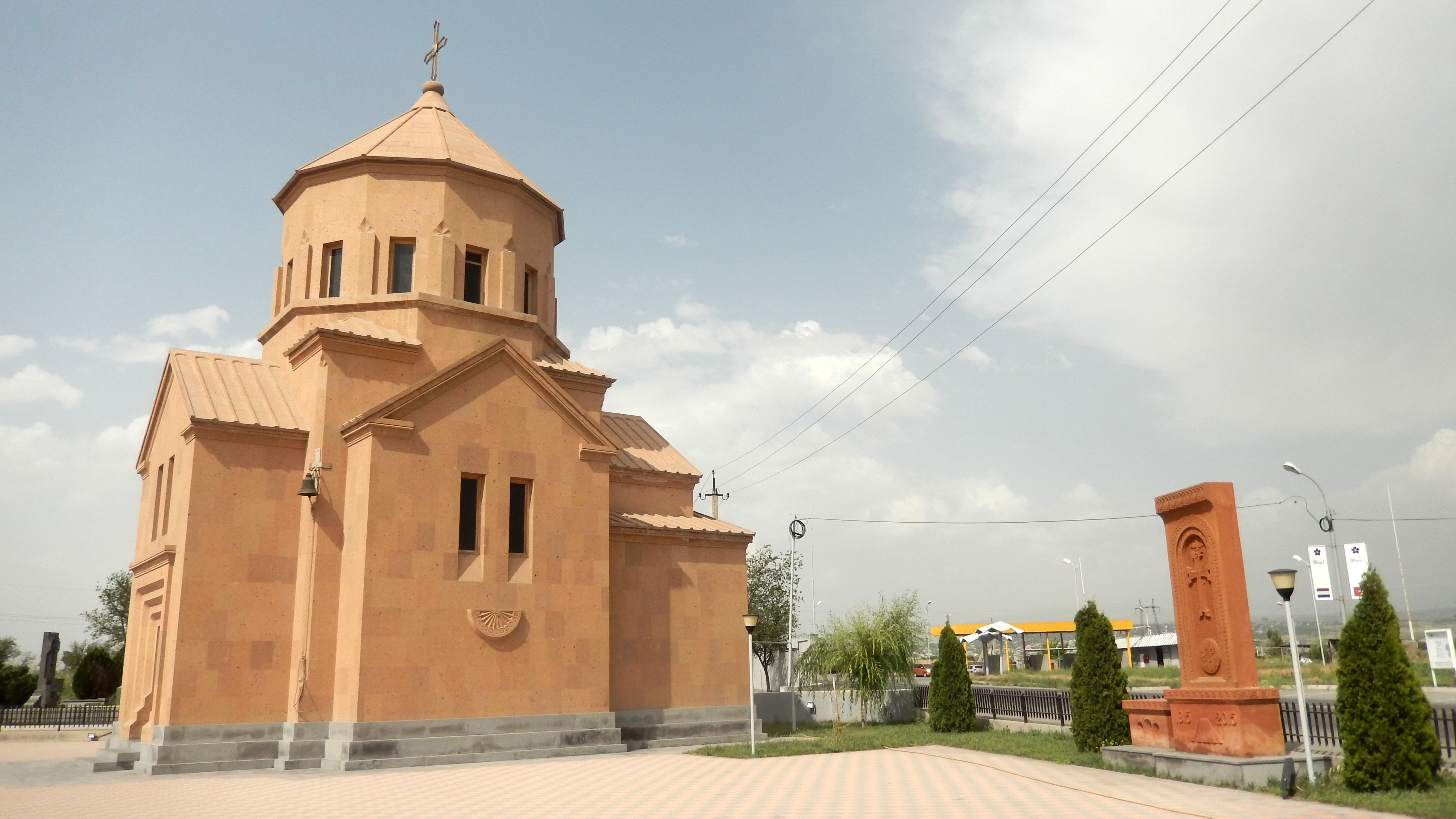
کلیسای گوورگ مقدس، افتتاح در ۲۰۰۹

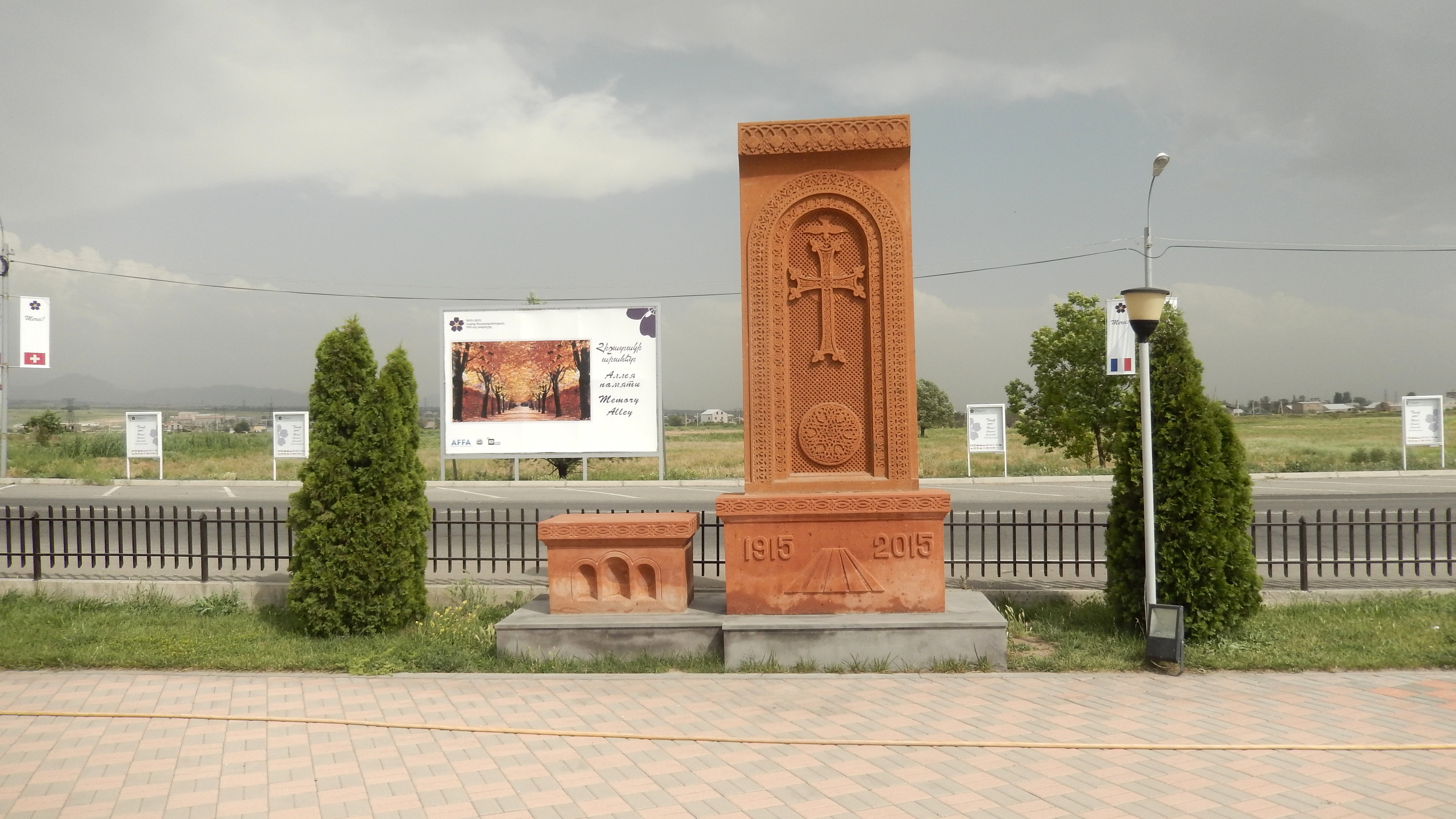
خاچکار بزرگذاشت ۱۰۰مین سالگرد نسل‌کشی ارمنی‌ها

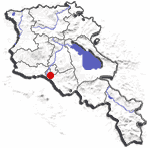
محل ماسیس در ارمنستان

ماسیس (به ارمنی: Մասիս) یک شهر در ارمنستان است که در استان آرارات واقع شده‌است. در کیلومتری شمال آرتاشات، مرکز استان آرارات واقع شده است. ماسیس در کنارهٔ چپ رودخانهٔ هرازدان و در ۱۴ کیلومتری جنوب ایروان واقع شده‌است. در کیلومتری شمال آرتاشات، مرکز استان آرارات واقع شده است.

## جغرافیا و آب و هوا
ماسیس ۵٫۷ کیلومتر مربع مساحت و ۲۰٬۲۱۵ نفر جمعیت دارد و ۸۵۴ متر بالاتر از سطح دریا واقع شده‌است. در کیلومتری شمال آرتاشات، مرکز استان آرارات واقع شده است.

## جمعیت‌شناسی
در این گاهشمار جمعیت ماسیس از سال ۱۹۵۹ میلادی آورده شده‌است.

## ترابری
دارای ایستگاهی بزرگ برای قطارهای باری است که به شهر ایروان خدمات می‌دهد.

## مشاهیر بومی
- آرمن نازاریان، قهرمان دو مرتبه کشتی فرنگی المپیک در ترکیب ترکیب تیم ملی ارمنستان و بلغارستان

## دورنمای شهر
- ۵ فوریه در سال ۲۰۱۹ یکی از خیابانهای شهرماسیس به نام هراند وارطانیان نامگذاری شد.
- ۴ اکتبر در سال ۲۰۱۵ در شهر ماسیس «کلیسای تادئوس» مقدس افتتاح شده است .